# Haile Selasije
Haile Selasije  (Geez: ኃይለ፡ ሥላሴ= Snaga trojstva) rođen kao Tafari Mekonen (Ejersa Goro, Harar, 23. srpnja 1892. – Adis Abeba 27. kolovoza 1975.), bio je regent carice Zaudite I. od 1916. do 1930., te etiopski car (Neguš Negasti) Etiopije (1930. do 1974.).
Haile Selassie I., bio je posljednji etiopski vladar (225 po redu) iz Salamonske dinastije.

## Životopis

### Uspon na carski tron
On je 2. studenog 1930. nasljedio na prijestolju, nakon njene smrti caricu Zauditu I. i vladao je Etiopijom sve do 1974. kad ga je svrgnuo vojni režim Derg. Čitavo vrijeme aktivnog bavljenja politikom, provodio je važne reforme u cilju modernizacije Etiopije; agrarnu, političku i sudsku. Još dok je bio regent carice Zauditu I. (1916. – 1930.) ukinuo je ropstvo i uveo Etiopiju u Ligu naroda. Ustanovio je parlament i sudski sistem, no sve je zapravo bilo formalno jer je prava vlast ostala pri vladaru.
1935. uoči II. svjetskog rata Italija je izvršila invaziju Etiopije i Selasije je pokušavajući se suprotstaviti otišao u progonstvo u Englesku u svibnju 1936.
Tamo je pomogao Britancima isplanirati kampanju koja je dovela do oslobođenja Etiopije i njegovog povratka na vlast 1942.
Vrativši se na vlast počeo je obnavljati svoju ratom pogođenu domovinu. Najveća postignuća su mu agrarna reforma (1942. – 1944.), emancipacija robova (1942.), te uspostava parlamenta.
1955. izdaje reviziran Ustav, pokušavajući tako pomaknuti državu u 20. stoljeće. Parlament je dobio određene, no opet ograničene moći, te je narod osjećao da to nije dovoljno, te je Selasije 1960. nakon neuspjelog pokušaja svrgavanja s prijestolja obećao povećati napore ekonomskog razvoja i socijalne reforme.
Tijekom 1960-ih Selasije je postao sve više zaokupiran vanjskim poslovima. 1963. je igrao glavnu ulogu u osnivanju Organizacije Afričkog Jedinstva, i u sporu između Somalije i Etiopije koji su se bili pretvorili u oružane sukobe. U ožujku 1964. dogovoreno je primirje.
Početkom 1970. bio je posrednik u sporu između Senegala i Gvineje, Tanzanije i Ugande, te Južnog i Sjevernog Sudana.

### Pad s trona i smrt
Baveći se problemima drugih zemalja, ignorirao je probleme vlastite države: velika nejednakost u podjeli dobara, ruralna nerazvijenost, cvjetajuća korupcija na svim razinama vlasti, rastuća inflacija, nezaposlenost i teška suša i glad koja je pogodila sjever zemlje (1972. – 1975.) doveli su zemlju do velikih potresa. Sve je otpočelo studentskim, radničkim i vojničkim štrajkovima i demonstracijama 1974. koji su kulminirali 12. rujna 1974. kada su oružane snage (Derg) svrgnule Selasija s prijestolja (etiopska revolucija 1974.).
U ožujku 1975. monarhija je ukinuta, a Etiopija postaje republikom. 27. kolovoza 1975. Haile Selassie I. umire.
1930-ih se na Jamajci javlja rastafarijanizam prema kojem je Haile Selasije utjelovljeni bog, izbavitelj i ujedinitelj afričkih naroda i iseljenih Afrikanaca.
"Moramo postati članovi nove rase, koja će nadići sitničave predrasude, dugujući našu krajnju odanost ne nacijama, već našim bližnjima unutar ljudske zajednice." Haile Selassie I.